# Solution grecque
Solution grecque (en grec : Ελληνική Λύση (Ellinikí Lýsi)) est un parti politique conservateur grec fondé en juin 2016 par Kyriákos Velópoulos.

## Histoire
Le parti est fondé le 28 juin 2016 par Kyriákos Velópoulos, journaliste et ancien membre de l'Alerte populaire orthodoxe (LAOS).
Le parti accueille au mois d'octobre 2017 Nikólaos Míchos, un député indépendant anciennement affilié à Aube dorée, mais la séparation est actée un mois plus tard,,.

## Programme
Les analystes et les journalistes considèrent que ce parti se situe à droite de la scène politique grecque, prônant des positions et proches de l'Église de Grèce,.
Selon son site internet, le parti promeut l'investissement dans le secteur primaire de l'économie et la géostratégie. Il souhaite par ailleurs le développement de relations amicales avec la Russie et la Chine, s'oppose à l'utilisation du nom de « Macédoine » pour la république voisine de Macédoine du Nord et est favorable à la proclamation d'une ZEE et à l'exploitation des richesses minérales de la Grèce destinées à l'industrie lourde. Il soutient également la restructuration des systèmes de santé et d'éducation.
Son dirigeant s'inspire de la rhétorique de Donald Trump, utilisant notamment le slogan « Make Europe christian again ». Le parti fait en particulier campagne sur le thème du rejet de l'immigration. Il entend notamment construire « un mur de six mètres de haut » à la frontière avec la Turquie, rétablir la peine de mort, renvoyer les ONG présentes sur le territoire et expulser tous les « migrants illégaux ».

## Résultats électoraux

### Élections législatives
| Année   | Voix    | %    | Sièges   | Rang | Gouvernement |
| ------- | ------- | ---- | -------- | ---- | ------------ |
| 2019    | 208 805 | 3,70 | 10 / 300 | 5e   | Opposition   |
| 05/2023 | 262 529 | 4,45 | 16 / 300 | 5e   |              |
| 06/2023 | 231 449 | 4,44 | 12 / 300 | 6e   | Opposition   |

### Élections européennes
| Année | Voix    | %    | Sièges | Rang | Groupe |
| ----- | ------- | ---- | ------ | ---- | ------ |
| 2019  | 236 365 | 4,18 | 1 / 21 | 6e   | CRE    |
| 2024  | 369 727 | 9,30 | 2 / 21 | 4e   | CRE    |